# Hunsur
Hunsur là một thị xã của huyện Mysore thuộc bang Karnataka, Ấn Độ.

## Địa lý
Hunsur có vị trí 12°19′B 76°17′Đ / 12,31°B 76,29°Đ Nó có độ cao trung bình là 792 mét (2598 feet).

## Nhân khẩu
Theo điều tra dân số năm 2001 của Ấn Độ, Hunsur có dân số 43.893 người. Phái nam chiếm 51% tổng số dân và phái nữ chiếm 49%. Hunsur có tỷ lệ 69% biết đọc biết viết, cao hơn tỷ lệ trung bình toàn quốc là 59,5%: tỷ lệ cho phái nam là 74%, và tỷ lệ cho phái nữ là 63%. Tại Hunsur, 12% dân số nhỏ hơn 6 tuổi.